# 中島治康
中島 治康（なかじま はるやす、1909年〈明治42年〉6月28日 - 1987年〈昭和62年〉4月21日）は、長野県東筑摩郡中山村（現：松本市）出身のプロ野球選手（外野手）・監督、スポーツライター。
愛称は「班長」。

## 概要

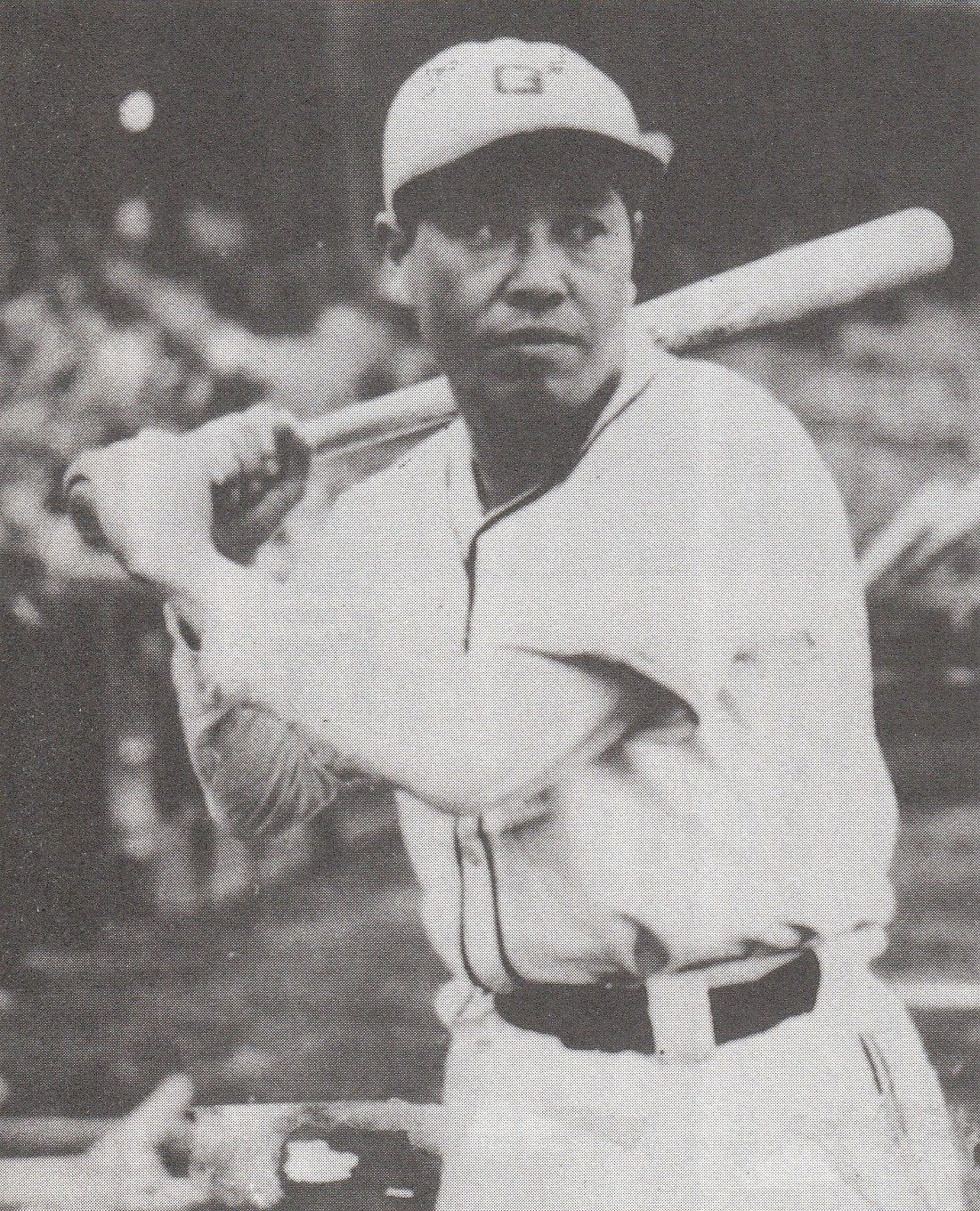
1956年以前

巨人軍草創期の4番打者。職業野球リーグが開始されると、数多くの打撃タイトルを獲得し、巨人の第一期黄金時代の主軸打者として活躍。特に1938年秋季には打率.361、本塁打10、打点38の圧倒的な成績でNPB史上初の三冠王となり「打撃王」の名を高めた。1943年には監督に就任し、兵役で選手が払底している中で巨人を優勝に輝く。戦後、1950年の両リーグ分立（プロ野球再編問題）に際して大洋ホエールズに移籍し、監督も務めた。引退後は、読売新聞運動部に在籍し、スポーツライターとしてアマチュア野球論に健筆を奮った。1963年に野球殿堂入り。

## 来歴
松本商業（旧制、現：松商学園高）でエース・4番打者として鳴らし、1928年の夏の甲子園で優勝した。のちにプロ入りしたチームメイトに高野百介がいる。早稲田大学商学部に進むと野手に転向。東京六大学リーグ通算18試合出場、49打数12安打、打率.245、0本塁打、4打点。藤倉電線を経て1934年に大日本東京野球倶楽部に入団。そのまま巨人軍結成に参加する。
1935年に一度退団するが、翌1936年よりリーグ戦が始まると、春季リーグから右翼手のレギュラーとしてクリーンナップを打ち、7月15日には球団第1号の本塁打を放っている。秋季リーグからは主に4番打者を務め、この年の春・夏・秋通算でチームトップの打率.267を記録した。1937年春は本塁打王（4本）、秋は打点王（37打点）、1938年春は首位打者（打率.345）と次々と打撃タイトルを獲得する。同年秋、10月11日から11月5日までの11試合の間に、5試合連続を含む8本塁打、1試合4安打5回を含む28安打（打率.583）、20打点の固め打ちで、打率.361、10本塁打、38打点と打撃3部門とも2位以下を大きく引き離す圧倒的な成績を挙げ、NPB史上初の三冠王となり、最高殊勲選手にも選ばれた。当時は三冠王という概念はなく、1965年に野村克也が三冠王を獲得した際に、1937年と1938年における春季・秋季を別シーズンあるいは合わせて1シーズンと見なすか明確な判断が下されていなかったことから、中島の記録をどう取り扱うかが問題となった。NPBコミッショナーの内村祐之による裁定によって、春・秋それぞれを独立したシーズンと扱うことが確認され、1938年秋の中島がNPB初の三冠王と認定された。なお、この年は春秋通算でも打率.353、11本塁打、63打点と三部門いずれもトップの成績を残している。また、シーズン10本塁打は1939年の鶴岡一人と並ぶ戦前最多タイ記録となっているが、鶴岡の92試合に対して中島はわずか38試合で記録を打ち立てたものである。シーズン長打率.6258は戦前の最高記録。
その後も、1940年まで四番打者を1941年以降は川上哲治に続く五番打者を務める傍ら、1940年（67打点）・1942年（60打点）と二度の打点王を獲得するなど、1939年から1943年までの巨人の第一次黄金時代に主軸打者として大きく貢献した。また、1942年のシーズン終了後の1月14日（1943年）に監督を辞任した藤本定義に替わって、1943年には選手兼任監督を務めて54勝27敗（勝率.667）で五連覇を達成するとともに、3本塁打（リーグ4位）、32打点（リーグ3位）と主軸打者としても十分な成績を残した。1944年応召により退団する。結局、戦前に通算44本の本塁打を放ったが、これは2位の景浦将・苅田久徳の25本に圧倒的な差を付けてトップとなっている。
戦後、1946年シーズン途中の6月13日に再び選手兼任監督として復帰。六番・右翼手のレギュラーとして58試合に出場して、打率.272、34打点を記録する。監督としても、グレートリング・阪神と三つ巴で激しくペナントを争うが、最終戦である11月3日の対セネタース戦で敗れ、64勝39敗（勝率.621）でグレートリングに1.0ゲーム差の2位に終わった。翌1947年は開幕からチームが不調で、29試合（10勝19敗〔勝率.345〕）を消化した6月初旬に三原脩が助監督・技術顧問に就任して指揮を執ったため、実態として中島は監督職を解任された状態になった。また、同年以降は小松原博喜・呉新亨（萩原寛）にレギュラーを譲って控えに回る。なお、1949年4月に三原ポカリ事件で監督の三原脩が出場停止となった際には、約3ヶ月間に亘って選手兼任で監督代行も務め、37勝25敗（勝率.597）の記録を残している。
1950年に大洋ホエールズに移籍。1951年に選手兼任監督となったが、19勝26敗（勝率.422）と結果が出ず、6月末限りで途中交代となる（後任は球団専務の有馬義一）。大洋での2年間はいずれも3割以上の高打率を残すが、同年限りで現役を引退。中島曰く「人として許し難いことがあった」とここでプロ野球とは一線を引き、読売新聞運動部に在籍し、野球記者として東京六大学野球や高校野球観戦を続けアマチュア野球論に健筆を奮った。1963年に野球殿堂入り。
晩年「プロ野球は性に会わん」と言っていたとも伝わるが、巨人に対する愛情を持ち続けていたという。川上派と長嶋派の対立が激化した1980年代前半、川上・長嶋両者を凌ぐ存在が必要と考えた千葉茂は、プロ野球界から離れていた中島を担ぎ出して巨人軍OB会長に据えた。会長職は1982年から1984年まで務めている。
1987年4月21日に急性心不全のため死去。77歳没。

## 選手としての特徴
類い希なパワーと悪球打ちでボール打ちの名人として知られる。これは、次の投球を打つと決めたらどんな悪球でも絶対に変更せずに必ず打ったためで、学校の授業の時間割りのようによほどのことがない限り変更しないことに因んで、「時間割り」というあだ名もあったという。得意にしていたセネタースの金子裕に対しては、ワンバウンド投球を後楽園球場右翼席に打ち込んで本塁打したという伝説がある。ホームランバッターながら三振が少なく、加えて打ち気が強く四球を選ぶことを好まなかったため四球も少なかった。
打撃フォームはいわゆるバケツに片足を突っ込むと言われる極端なアウトステップであったが、膝と腰を初め身体に非常に柔軟性があったことから肩が残って体が開かず、あらゆるコースの投球を自在に広角に打ち分けた。カーブ打ちにも優れ、川上哲治は入団してから1年間中島の打撃を観察して学びカーブに自信を付けて首位打者を獲得するなど、カーブ打ちの生きた教科書とも呼ばれた。
守っては、打者が打てそうもないとみるや思い切った前進守備を取り、その強肩でしばしば右翼手前に飛んだ打球をライトゴロにした。特に、1941年にはシーズン5度（二塁送球3・一塁送球2）のライトゴロを完成させるなど、通算20個のライトゴロを成立させている。また、100メートルを11.2秒程で走る俊足を飛ばして右翼線際の飛球をよく好捕した一方で、右中間の打球に対しては判断が極端に早くて、自分が捕れないとみると絶対に捕球に走らず、「おーい、呉いけ！ゴーゴー」と全て当時の中堅手・呉波に任せた。これには呉も閉口し「班長は、みんな俺に捕らせる」とこぼしていたという。
のちに、巨人の主力打者となる川上哲治・青田昇の素質を見いだしたとして、以下の話がある。
1938年シーズン途中で、一塁手のレギュラーだった永沢富士雄が負傷した。代わりがおらず監督の藤本定義が弱っていると、中島はバッティングが優れている事を理由に当時投手であった川上を使うよう進言する。こうして急遽一塁手として出場した川上はいきなり3安打を打つと、秋季シーズンからは永沢に替わってレギュラー一塁手となった。
1941年秋に藤本定義と水原茂・中島の3人が、中等野球界随一の剛速球を誇る別所昭を見るために、別所を擁する滝川中学が出場した明治神宮中等野球大会を観戦した。その際に中島は中堅を守っていた青田に目を付け、滝川中監督の前川八郎に青田が卒業したら巨人に入団させるよう約束した。翌1942年に戦況の悪化のため夏の甲子園大会が中止になると、青田は中島の約束を頼りに巨人に連絡して中学を中退し、7月1日付で巨人へ入団した。
声が大きく藤本定義監督から号令係を命じられたことで生まれた班長のニックネームで慕われた。投手が少しでも変な球を投げると、右翼の守備位置から「どこに投げとるんだぁ、しゃんとせい！」「ストライクを放るんだぁ」と大声で怒鳴り、エースのスタルヒンに対しても四球でも出そうものなら「こら、スタ公、真ん中へ投げんか！」と同様であった。一方で、投手が好調な時は「いいぞいいぞ、その調子！」と激励し続けるなど、試合開始から終了まで大声で喋りっぱなしであった。また、グラウンドでは一切笑顔を見せない独特の風格に人気があった。

## 人物

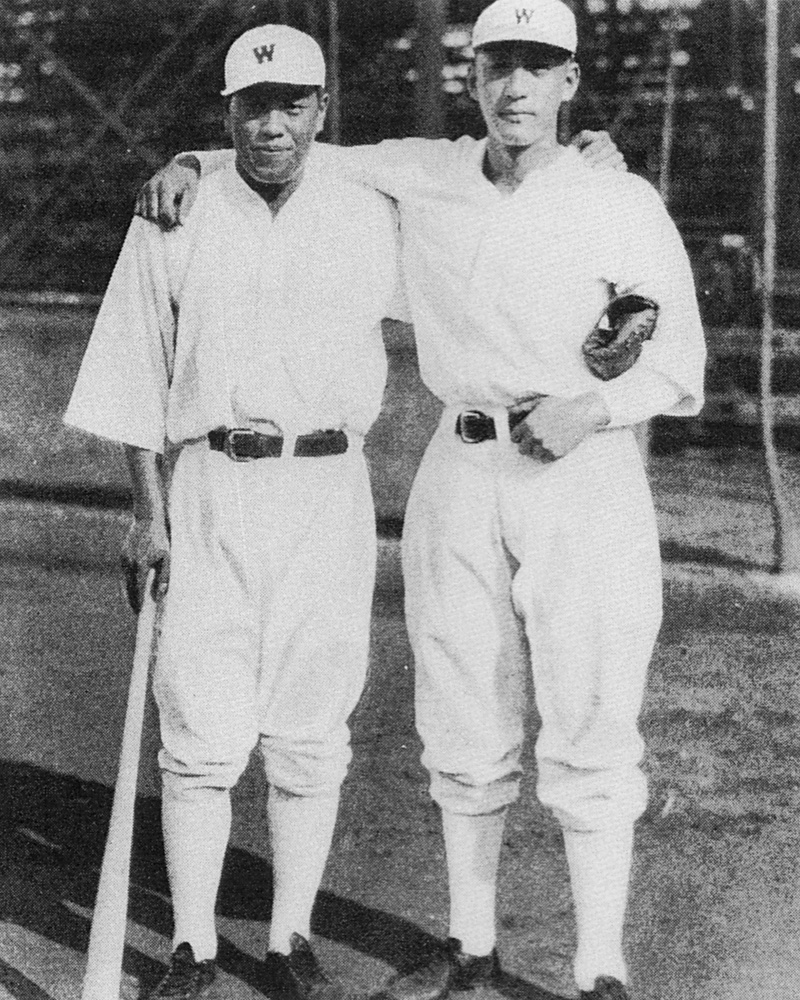
早大野球部時代の中島治康（左、1928年）

一見、大豪傑に見えたが、非常にまじめな性格で、酒は一滴も飲まずせいぜい麻雀をする程度であった。シーズン終了後の納会ではいつも酒も飲まずにニコニコしてチームメイトと騒いでいた。宴が盛り上がる中「班長！ボツボツやりませんか」と声がかかると、中島は佐渡おけさを朗々と歌い、宴席は静まり返りみな聞き惚れていたという。
見かけによらず達筆で、沢村栄治から頻繁にラブレターの代筆を頼まれていたが、面倒がらずに律儀に引き受けていた。巨人の選手が優勝の寄せ書きを書く際、色紙の真ん中は必ず空けてあり、最後に中島が貫禄のある字で「昭和×年×月×日、巨人軍優勝記念」と書くのが常であった。
兵役に就いた期間が短く下士官（一説では軍曹）で終わったが、軍隊でも一向に階級など気にしなかった。将校であった中尾輝三が台湾行きの輸送船に乗って横浜港あたりに停泊していた際に中島が訪ねてきたが、中島は士官室の扉を開けるといきなり「中尾はおるか！」と大声で言った。居並ぶ将校連は騒然となったため、中尾は将校連を必死で宥めたという。

## 逸話
1940年5月24日の対東京セネタース戦では4回に本塁打、5回に二塁打、7回に三塁打を記録し単打が出ればサイクル安打第1号になるところだったが、次の打席で右中間を破って全力疾走し二塁打にしてしまったためにその機会を逃してしまった。

## 詳細情報

### 年度別打撃成績
| 年 度      | 球 団      | 試 合 | 打 席 | 打 数 | 得 点 | 安 打 | 二 塁 打 | 三 塁 打 | 本 塁 打 | 塁 打 | 打 点 | 盗 塁 | 盗 塁 死 | 犠 打 | 犠 飛 | 四 球 | 敬 遠 | 死 球 | 三 振 | 併 殺 打 | 打 率 | 出 塁 率 | 長 打 率 | O P S |
| ---------- | ---------- | ----- | ----- | ----- | ----- | ----- | -------- | -------- | -------- | ----- | ----- | ----- | -------- | ----- | ----- | ----- | ----- | ----- | ----- | -------- | ----- | -------- | -------- | ----- |
| 1936春夏   | 巨人       | 7     | 32    | 31    | 6     | 9     | 3        | 0        | 1        | 15    | 6     | 3     | --       | 0     | --    | 1     | --    | 0     | 1     | --       | .290  | .313     | .484     | .796  |
| 1936秋     | 巨人       | 19    | 78    | 70    | 11    | 18    | 5        | 2        | 0        | 27    | 8     | 6     | --       | 1     | --    | 6     | --    | 1     | 6     | --       | .257  | .325     | .386     | .710  |
| 1937春     | 巨人       | 56    | 251   | 221   | 32    | 63    | 10       | 5        | 4        | 95    | 30    | 18    | --       | 3     | --    | 27    | --    | 0     | 8     | --       | .285  | .363     | .430     | .793  |
| 1937秋     | 巨人       | 40    | 176   | 166   | 22    | 49    | 4        | 3        | 5        | 74    | 37    | 9     | --       | 1     | --    | 9     | --    | 0     | 9     | --       | .295  | .331     | .446     | .777  |
| 1938春     | 巨人       | 35    | 158   | 145   | 19    | 50    | 7        | 1        | 1        | 62    | 25    | 2     | --       | 1     | --    | 11    | --    | 1     | 10    | --       | .345  | .395     | .428     | .822  |
| 1938秋     | 巨人       | 38    | 173   | 155   | 30    | 56    | 7        | 2        | 10       | 97    | 38    | 3     | --       | 0     | --    | 18    | --    | 0     | 6     | --       | .361  | .428     | .626     | 1.054 |
| 1939       | 巨人       | 96    | 429   | 396   | 57    | 110   | 22       | 8        | 6        | 166   | 58    | 15    | --       | 0     | 5     | 28    | --    | 0     | 29    | --       | .278  | .325     | .419     | .745  |
| 1940       | 巨人       | 103   | 444   | 402   | 43    | 106   | 24       | 6        | 4        | 154   | 67    | 9     | --       | 2     | 4     | 35    | --    | 0     | 28    | --       | .264  | .323     | .383     | .706  |
| 1941       | 巨人       | 85    | 379   | 341   | 36    | 87    | 13       | 4        | 3        | 117   | 39    | 5     | --       | 3     | --    | 34    | --    | 1     | 19    | --       | .255  | .324     | .343     | .668  |
| 1942       | 巨人       | 105   | 462   | 426   | 57    | 111   | 15       | 4        | 7        | 155   | 60    | 12    | 5        | 1     | --    | 33    | --    | 2     | 20    | --       | .261  | .317     | .364     | .681  |
| 1943       | 巨人       | 75    | 299   | 272   | 19    | 54    | 8        | 2        | 3        | 75    | 32    | 12    | 3        | 3     | --    | 23    | --    | 1     | 19    | --       | .199  | .264     | .276     | .539  |
| 1946       | 巨人       | 58    | 231   | 217   | 25    | 59    | 7        | 5        | 0        | 76    | 34    | 5     | 4        | 0     | --    | 14    | --    | 0     | 16    | --       | .272  | .316     | .350     | .666  |
| 1947       | 巨人       | 44    | 124   | 117   | 5     | 23    | 4        | 1        | 0        | 29    | 4     | 3     | 2        | 0     | --    | 7     | --    | 0     | 4     | --       | .197  | .242     | .248     | .490  |
| 1948       | 巨人       | 49    | 160   | 152   | 11    | 37    | 8        | 1        | 4        | 59    | 20    | 0     | 0        | 3     | --    | 5     | --    | 0     | 11    | --       | .243  | .268     | .388     | .656  |
| 1949       | 巨人       | 18    | 43    | 40    | 2     | 7     | 1        | 0        | 1        | 11    | 5     | 1     | 0        | 0     | --    | 3     | --    | 0     | 4     | --       | .175  | .233     | .275     | .508  |
| 1950       | 大洋       | 15    | 48    | 47    | 6     | 15    | 3        | 0        | 3        | 27    | 12    | 0     | 1        | 0     | --    | 1     | --    | 0     | 4     | 3        | .319  | .333     | .574     | .908  |
| 1951       | 大洋       | 28    | 105   | 98    | 16    | 35    | 5        | 0        | 5        | 55    | 18    | 0     | 1        | 1     | --    | 5     | --    | 1     | 13    | 3        | .357  | .394     | .561     | .955  |
| 通算：14年 | 通算：14年 | 871   | 3592  | 3296  | 397   | 889   | 146      | 44       | 57       | 1294  | 493   | 103   | 16       | 19    | 9     | 260   | --    | 7     | 207   | 6        | .270  | .324     | .393     | .717  |

- 各年度の太字はリーグ最高

### 年度別監督成績
| 年度      | 球団      | 順位      | 試合 | 勝利 | 敗戦 | 引分 | 勝率 |
| --------- | --------- | --------- | ---- | ---- | ---- | ---- | ---- |
| 1943      | 巨人      | 1位       | 84   | 54   | 27   | 3    | .667 |
| 1946      | 巨人      | 2位       | 80   | 49   | 30   | 1    | .620 |
| 1947      | 巨人      | 5位       | 29   | 10   | 19   | 0    | .345 |
| 1949      | 巨人      | 1位       | 62   | 37   | 25   | 0    | .597 |
| 1951      | 大洋      | 6位       | 47   | 19   | 26   | 2    | .422 |
| 通算：5年 | 通算：5年 | 通算：5年 | 302  | 169  | 127  | 6    | .571 |

- 1946年は6月13日からシーズン終了まで
- 1947年は開幕から6月2日まで
- 1949年は4月16日から7月20日まで三原修の出場停止による監督代理
- 1951年は開幕から6月30日まで

### タイトル
- 首位打者：2回 （1938年春、1938年秋）
- 本塁打王：2回 （1937年春、1938年秋）
- 打点王：4回 （1937年秋、1938年秋、1940年、1942年）
- 最高出塁率：1回（1938年秋）※当時は連盟表彰無し
- 最多安打：3回 （1938年春、1938年秋、1942年） ※当時は連盟表彰無し

### 表彰
- 最高殊勲選手（MVP）：1回 （1938年秋）
- ベストナイン：1回 （1940年）
- 野球殿堂競技者表彰（1963年）

### 記録
- 三冠王：1回、1938年秋 ※NPB史上初
- 連続試合本塁打：5、1938年10月11日 - 10月22日 ※1リーグ時代記録[31]
- 連続試合安打：22、1938年5月7日 - 6月21日 ※戦前記録
- シーズン本塁打：10、1938年 ※戦前記録
- シーズン長打率：.626、1938年 ※戦前記録

### 背番号
- 12 （1934年）[32]
- 3 （1936年 - 1942年）
- 30 （1943年、1946年 - 1951年）